# Аншан (коммуна)
Анша́н (фр. Anchamps) — коммуна во Франции, находится в регионе Шампань — Арденны. Департамент — Арденны. Входит в состав кантона Ревен. Округ коммуны — Шарлевиль-Мезьер.
Код INSEE коммуны — 08011.
Коммуна расположена приблизительно в 210 км к северо-востоку от Парижа, в 115 км севернее Шалон-ан-Шампани, в 19 км к северу от Шарлевиль-Мезьера.

## Население
Население коммуны на 2008 год составляло 234 человека.
| 1962 | 1968 | 1975 | 1982 | 1990 | 1999 | 2008 |
| ---- | ---- | ---- | ---- | ---- | ---- | ---- |
| 174  | 182  | 177  | 199  | 204  | 194  | 234  |

## Экономика
В 2007 году среди 147 человек в трудоспособном возрасте (15—64 лет) 100 были экономически активными, 47 — неактивными (показатель активности — 68,0 %, в 1999 году было 64,8 %). Из 100 активных работали 79 человек (48 мужчин и 31 женщина), безработных было 21 (8 мужчин и 13 женщин). Среди 47 неактивных 11 человек были учениками или студентами, 14 — пенсионерами, 22 были неактивными по другим причинам.

## Фотогалерея
- Мост через реку Мёз
- Мост через реку Мёз
- Карта коммуны